# Бэкманн, Ида
Ида Бэкманн (швед. Ida Charlotta Bäckmann, 19 февраля 1867 — 21 января 1950) — шведская журналистка и писательница.

## Биография
Ида Бэкманн родилась в Омоле, где её отец Нильс Бэкманн работал маляром. Ида росла в глубоко религиозной семье. Она получила хорошее образование: вначале посещала начальную школу в Карлстаде, потом училась в Стокгольме в Wallinska skolan.
По окончании учёбы Ида поехала в Вермланд, где с 1890 по 1895 гг. работала учительницей, а затем директором в частной школе для девочек в Сеффле. В 1895—1898 гг. она была учительницей в школе в Охусе, в 1900—1907 — в Sofi Almquists samskola.
В 1907 г. Ида оставила карьеру учительницы и начала работать журналисткой. Ещё в 1898 г. она опубликовала свою первую книгу Tantali kval, но именно её путешествия, впечатления от которых она публиковала в Dagens Nyheter и Stockholms Dagblad, а впоследствии выпущенные в виде отдельных книг, сделали её известной и популярной. Она путешествовала по охваченной беспорядками России и описала дорогу от Москвы до Одессы, она поехала в Южную Африку на англо-бурскую войну, посетила Аргентину и рассказала о тамошних колониальных порядках. В 1905 г. она побывала в Баку и рассказала о добыче нефти на месторождениях Альфреда Нобеля. Ида также брала интервью у разных знаменитостей, например, у Льва Толстого.
Самой важной в жизни Иды Бэкманн стала книга о поэте Густаве Фрёдинге, опубликованная в 1913 г. Она встретилась с ним ещё в 1890-х гг., когда Фрёдинг был уже болен, и много лет навещала его в психиатрической клинике, пока сестра Густава Фрёдинга Сесилия в 1904 г. не запретила ей это. Книга Gustaf Fröding — skildrad af Ida Bäckmann была выпущена спустя два года после смерти Фрёдинга, описывала его настоящего — сложного и противоречивого, то есть сильно отличалась от сложившегося идеализированного образа, а потому вызвала скандал, и Ида Бэкманн стала объектом длительной кампании ненависти.
Сельма Лагерлёф, с которой Ида познакомилась на женской конференции 1911 г., настоятельно рекомендовала Иде Бекманн опубликовать воспоминания о Густаве Фрёдинге и даже обещала написать к ним предисловие, но смогла выполнить обещание только в 1940 г., когда Ида Бекманн выпустила новое издание книги под названием Gralsökaren.
В 1930 г. по настоянию той же Сельмы Лагерлёф Ида написала три книги о рыжеволосой девочке по имени Ропека, которая вечно впутывается в какие-то неприятности, чем-то напоминая написанную десятилетием позже Пеппи Длинныйчулок Астрид Линдгрен. Впоследствии одинокая Сельма и Ида сдружились, часто переписывались до самой смерти Сельмы в 1940 г.
Ида Бэкманн умерла в 1950 г. и была похоронена в Сефле. Она передала своё имущество в фонд Ida Bäckmanns belöningsfond till Gustaf Frödings och Selma Lagerlöfs minne («Фонд премий Иды Бекманн в память о Густаве Фрединге и Сельме Лагерлёф»), ныне управляющийся Шведской академией.